# Lacistema macbridei
Lacistema macbridei là một loài thực vật có hoa trong họ Lacistemataceae. Loài này được Baehni mô tả khoa học đầu tiên năm 1940.